# Partido Operário de Unificação Marxista
O Partido Operário de Unificação Marxista (em castelhano: Partido Obrero de Unificación Marxista, POUM; em catalão: Partit Obrer d'Unificació Marxista, POUM) foi um partido comunista Espanhol fundado durante a Segunda República e principalmente ativo durante a Guerra Civil Espanhola.

## Os inícios do POUM (Setembro de 1935-Julho de 1936)

### A fundação do POUM
O POUM nasceu em Barcelona a 29 de Setembro de 1935, num período fulcral da Segunda República espanhola, o compreendido entre o movimento revolucionário de Outubro de 34 e a sublevação militar de 18 de Julho de 1936, que derivou na Guerra Civil.
O POUM resulta da unificação entre a Esquerda Comunista de Espanha (ICE) e o Bloco Operário e Camponês (BOC). A ICE era um partido de origem trotskista que tinha roto com Trotsky antes de 1935. Fora fundado por Andreu Nin e por Juan Andrade. Nin e a maior parte dos militantes da ICE tencionavam criar um partido único marxista e revolucionário que fosse o partido marxista do proletariado, pela fusão dos diversos partidos espanhóis, em lugar de seguir a palavra-de-ordem de Trotsky de praticar "entrismo" no PSOE para apoiar a facção esquerdista e "bolchevizar" o partido. O BOC era um partido comunista implantado principalmente na Catalunha. O seu máximo dirigente era Joaquín Maurín, que já fora dirigente da Federação Comunista Catalano-Balear, federação territorial do PCE cindida desse partido.
Apesar da diferença numérica de militantes entre os dois partidos (cerca de 500 da ICE diante de 5000 do BOC), a fusão no POUM foi em igualdade de condições entre ambos. Nin e Maurín passaram a ser os dois grandes "líderes carismáticos" do POUM.
A maior implantação do POUM esteve na Catalunha (graças aos militantes vindos do BOC) e no País Valenciano. Tinha ainda umha implantação minoritária em Madrid, e uma presença menor ou até testemunhal noutras partes do Estado espanhol, como a Estremadura, o País Basco, a Galiza (em âmbitos marinheiros e intelectuais) ou as Astúrias.
Ambas as organizações fundadoras do POUM eram na origem facções discrepantes do Partido Comunista de Espanha e dos métodos da Internacional Comunista (Komintern) na altura, dirigida por Estaline. A sua heterodoxia em relação a Moscovo fez com que ficassem marginalizados e inimizados com uma Komintern submetida à linha oficial marcada pela URSS.

### O programa e a organização do POUM
O POUM criticou a degeneração burocrática e autoritária da Revolução Russa da mão do estalinismo. Foi o único partido a condenar os Processos de Moscovo, através do seu jornal "La Batalla".
Embora fosse um partido marxista revolucionário, no POUM havia uma pluralidade de tendências internas. Para além dos trotskistas da ICE, do BOC chegaram comunistas opostos à burocratização do PCE e da Komintern, bem como à subordinação de ambas organizações à política de um Estado. O BOC levou ainda catalanistas de extrema-esquerda, como Josep Rovira, e sindicalistas revolucionários, como o próprio Maurín.
Destacava ainda o POUM por ser o partido que, no campo do marxismo, tinha aprofundado mais no Estado espanhol dos anos 1930 na problemática nacional na península Ibérica, com destaque para o caso catalão, dada a importante introdução do partido nesse território e a sua menor entidade na Galiza e no País Basco.

### O POUM e aFrente Popular
Ainda sendo um partido marxista revolucionário e considerando que, em 1935, o dilema político no Estado espanhol não era entre apoiar ou atacar a República democrática e liberal, mas entre o socialismo e o fascismo, o POUM foi um dos partidos assinantes do pacto eleitoral da Frente Popular, a inícios de 1936. Tal foi justificado por incluir o programa da Frente, embora se limitasse a propor certas reformas económicas que não implicavam a ruptura com o capitalismo, a amnistia para os participantes no movimento revolucionário de Outubro de 1934, e porque nem o PCE nem o PSOE aceitaram uma coligação eleitoral socialista que excluísse os partidos republicanos burgueses. Nas eleições de Fevereiro de 1936, Joaquín Maurín, secretário geral do POUM, foi eleito deputado para as Cortes da República Espanhola. Nos seus discursos parlamentares, Maurín denunciou que o grande perigo contra a República não era o movimento grevista e de ocupação de terras da Primavera de 1936, mas a conspiração militar que estava a ser organizada já e a violência política direitista. Maurín, além do mais, acusou o governo de republicanos de esquerda de passividade perante os militares e a reacção.

## O POUM durante a Guerra Civil (1936-1939)

### O POUM na Revolução Espanhola
O início da Guerra Civil surpreendeu Joaquín Maurín na Galiza, quando estava a organizar a secção galega do POUM. Em Barcelona, foi dado por morto no início, com o qual Nin passou a ser secretário executivo (rejeitou o posto de secretário geral para honrar a memória de Maurín). Quem sim morreu nas primeiras horas do levantamento fascista na Galiza foram os principais dirigentes do partido na Galiza: Luís Rastrolho, mestre-escola condenado em Conselho de Guerra e fuzilado pelos militares franquistas, e Manuel Fernandes Sendom, marinheiro de Ribeira também fuzilado na Corunha, entre outros militantes e dirigentes.
O POUM defendeu a revolução colectivizadora desenvolvida na Catalunha desde 19 de Julho de 1936. Nin, que foi conselheiro (ministro) da Justiça da Generalitat da Catalunha, julgava que a guerra e a revolução estavam intrinsecamente unidas.
No entanto, o POUM começa a representar um problema para o governo da República por causa da pressão estalinista através do PCE.
Para já, a sua inimizade com Moscovo compromete os relacionamentos da República com o seu principal fornecedor de armas e abastecimentos na guerra: a União Soviética. De facto, a posição de força de Estaline faz com que finalmente o POUM seja expulso, não sem a oposição da CNT (anarquista), do governo que partilhou com as outras forças da esquerda desde o início da guerra, em Julho de 1936.

### Os "Factos de Maio" de Barcelona (1937)
A 3 de Maio de 1937, a escalada de tensão entre o governo e os anarco-sindicalistas chegou ao ápice em Barcelona. A polícia, com 200 efectivos, tentou ocupar o prédio da central telefónica, localizada na praça da Catalunha, que desde o início da guerra e em virtude do Decreto de Colectivização ficara em mãos da CNT. Após meses de humilhações e subsequentes claudicações do sindicato, alguns sectores da CNT resolvem resistir o assalto, temendo que fosse apenas o princípio de acções ainda mais expeditivas por parte do governo contra eles. Temeu-se que houvesse outros assaltos a outros prédios da CNT e, rapidamente, foram distribuídas armas para os defender. A notícia alastrou e foram levantadas barricadas pela cidade toda. São os dias que ficaram conhecidos como Jornadas de Maio.
O POUM unir-se-á aos anarquistas, mantendo ligações com a Agrupação de Amigos de Durruti. A 6 de Maio, as hostilidades acabam.

### A repressão do governo de Negrín contra o POUM (1937-1938)
O PCE exige a ilegalização do POUM e procede-se à detenção dos seus dirigentes famílias, que passam à clandestinidade. As milícias do partido na frente são dissolvidas à força.
Andreu Nin e a maior parte dos dirigentes do POUM foram detidos e sequestrados sem que as autoridades da Generalitat da Catalunha tivessem sido advertidas nem consultadas. Seis dias depois da sua detenção, Andreu Nin foi sequestrado. A versão oficial calunia o POUM, acusando-o de ser uma ligação fascista e conclui que os seus raptores eram agentes da Gestapo. Após a abertura, a seguir a 1989, de alguns arquivos secretos em Moscovo, foram obtidas provas concludentes da participação de agentes de Estaline no sequestro e posterior assassinato de Andreu Nin. Outras figuras importantes do partido foram sequestrados e mortos sem julgamento, como o  anarquista italiano Camillo Berneri.
O governo de Largo Caballero (PSOE) tentou resistir as pressões soviéticas para erradicar os partidos dissidentes, nomeadamente tentou opor-se à ilegalização e repressão contra o POUM. Porém, a queda de Largo Caballero, devida em parte aos Factos de Maio, veio promover a figura de Juan Negrín, menos renuente a tais manobras, o qual sentenciou o destino do POUM.
As primeiras pesquisas, antes de serem abortadas pelo governo, pareciam indicar que o sequestro tinha sido obra de um agente soviético do NKVD, chamado Alexander Orlov, com a colaboração de algumas instâncias do governo e da polícia. Acredita-se que Andreu Nin teria sido transferido para Valência e a seguir a Madrid e Alcalá de Henares, onde, ao que parece, foi torturado, assassinado e enterrado nas redondezas.
No ano seguinte, 1938, os dirigentes do partido foram julgados e condenados a prisão por rebelião, enquanto se reconhecia o seu carácter de organização antifascista. A intervenção de Largo Caballero, Josep Tarradellas e Federica Montseny evitaram a condenação à pena capital dos dirigentes. Porem a repressão prévia e os numerosos assassínios tinham afetado o POUM, que sobreviveu na clandestinidade até o fim da guerra, continuando na luta clandestina contra o franquismo.

### Os mitos propagandísticos
Na União Soviética, parte da política de erradicação dos opositores, como Bukharine, Kamenev ou o mesmo Trotsky, centrou-se na associação propagandística destes num conluio fascista internacional do qual seriam meros agentes para a desestabilização da revolução.
A mesma política foi promovida na Espanha por Moscovo contra os anarquistas e contra o POUM. George Orwell escreve que, na véspera dos Factos de Maio de 1937 em Barcelona, as publicações em mãos do governo tinham assumido e espalhado a ideia com tanta naturalidade que era difícil até em periódicos esquerdistas estrangeiros que não se pensasse que o POUM era manejado a partir de Berlim.

## O POUM após o fim da Guerra Civil (1939-1980)

### O POUM durante a ditadura franquista e o exílio (1939-1975)

#### O POUM no sul de França durante a Segunda Guerra Mundial (1939-1945)
Terminada a Guerra Civil, os dirigentes e militantes do POUM, como o resto dos militantes de outros partidos e sindicatos republicanos, tiveram de se exilar. Os que não puderam, foram detidos, julgados e levados à prisão ou fuzilados, ou então continuaram na clandestinidade, tentando reorganizar o partido.
Muitos dentre os exilados no sul de França foram enviados aos campos de concentração nazis de Dachau, Mauthausen ou Buchenwald pelos ocupantes alemães, por serem "espanhóis vermelhos", quando não por fazerem propaganda da Resistência ou por participarem nela. Contudo, o PCE continuou a acusar o POUM de ser um instrumento da Gestapo sob a camuflagem do seu alegado trotskismo.

### Cisões e crises de militância (1945-1975)
Em 1947, Wilebaldo Solano passou a ser o novo secretário geral do POUM. "La Batalla" voltou a ser editado, em Paris, nova sede do Comité Executivo do partido.
Após o fim da Segunda Guerra Mundial, a tendência catalanista do POUM, chefiada por Josep Rovira, cindiu-se do partido, unindo-se com uma cisão catalanista do PSUC para formar o Moviment Socialista de Catalunya (Movimento Socialista da Catalunha, MSC) como partido nacionalista e socialista catalão. O MSC redefinir-se-á logo como social-democrata, convertendo-se com o passar dos anos num dos grupos políticos fundadores do Partido Socialista da Catalunha (organização territorial catalã do PSOE).
Uma segunda cisão ocorreu na década de 1950: no contexto da Guerra Fria, alguns destacados militantes históricos (como Julián Gorkín, Ignacio Iglesias ou Víctor Alba), abandonaram o POUM e declararam-se partidários da social-democracia face ao "imperialismo soviético". Muitos desses militantes históricos acabariam por entrar no PSOE (caso dos próprios Gorkín e Iglesias). A estas cisões, acrescentou-se ainda uma série de detenções de militantes no interior do Estado espanhol que, na prática, reduziu o POUM a uma organização de exilados. E o "líder carismático" sobrevivente, Joaquín Maurín, saiu da prisão em 1946, partindo para o exílio e ficando afastado da política activa, crítico tanto com o papel do PCE como com o do POUM durante a guerra.

## O POUM durante a chamada "Transição" (1975-1980)
Após a morte do ditador fascista Francisco Franco e do começo da Transição, e com a base de alguns desses jovens militantes antifranquistas (como Pelai Pagès), o POUM tentou reconstituir-se no Estado espanhol como um partido marxista revolucionário. As actividades mais destacadas desses anos foram as tentativas de estabelecer alianças políticas com partidos nacionalistas da extrema-esquerda em todo o Estado, como Herri Batasuna no País Basco.

### A dissolução do POUM
Sem atingir representação eleitoral nas primeiras eleições após a morte de Franco, o POUM dissolver-se-á no fim de 1980.

## Memória do POUM
A social-democracia espanhola e, sobretudo, a catalã (via MSC), tem tentado reivindicar com própria a memória do POUM. Ao mesmo tempo, os diversos grupos políticos que se reclamam herdeiros do PCE histórico mantêm acusações similares contra o POUM àquelas que foram feitas a partir de 1937. Contudo, a mensagem marxista revolucionária do partido é mantida graças à Fundação Andreu Nin, que se declara continuadora do POUM. Igualmente, historiadores como Andrew Durgan ou Agustín Guillamón Iborra têm publicado desde a década de 1990 uma série de trabalhos sobre o POUM.